# Heinrich Witte (Schauspieler)
Heinrich Carl Witte (* 8. Januar 1888 in Minden, Westfalen; † 10. September 1933  in Berlin) war ein deutscher Schauspieler.

## Leben
Heinrich Witte war ein Mitglied der Gruppe um Regisseur Max Reinhardt und ein persönlicher Freund von Lothar Müthel und Friedrich Wilhelm Murnau. Witte starb an einer Lungenentzündung.

## Filmografie
- 1920: Der Richter von Zalamea
- 1922: Nosferatu – Eine Symphonie des Grauens
- 1922: Liebes-List und -Lust
- 1922: Phantom
- 1925: Freies Volk
- 1927: Die Geliebte des Gouverneurs
- 1927: Maria Stuart

## Theater
- 1916: Viel Lärm um nichts / William Shakespeare
- 1916: Das Nürnbergisch Ei / Walter Harlan
- 1916: Romeo und Julia / William Shakespeare
- 1924: Die Geschichte vom Soldaten / Igor Strawinsky
- 1927: Ein Frühlingsmysterium / Bruno Schönlank